# Christoph Geissmar-Brandi
Christoph Geissmar-Brandi (* 13. Februar 1958 in Braunschweig) ist ein deutscher Kunsthistoriker.

## Leben
Geissmar-Brandi studierte Kunstgeschichte, Literaturwissenschaft und Psychologie an der Universität Hamburg. Er promovierte 1990 bei Horst Bredekamp mit einem Korpus der Bilder zu Jakob Böhme. Ab 1989 arbeitete er als Kurator in der Graphischen Sammlung Albertina, dann für die Kunsthalle Wien, das National Museum of Western Art in Tokyo, das Museum für Kunst und Gewerbe in Hamburg und das Deutsche Architekturmuseum in Frankfurt/Main. Er lebt in Berlin. Geissmar-Brandi erhielt Lehraufträge des Institutes für Kunst- und Bildgeschichte der Humboldt-Universität sowie der Leuphana-Universität in Lüneburg. Er ist als Privatarchivar und Sprachlehrer tätig.

## Wirken
Die Schwerpunkte der Forschungen von Christoph Geissmar-Brandi sind barocke Buchillustrationen, Zeichnungen und Druckgraphik des 15. und 16. Jahrhunderts, zeitgenössische Kunst und Architektur. Er erarbeitete die erste Ausstellung über die kunsthistorischen Methoden Aby Warburgs (Die Beredsamkeit des Leibes/Wien 1992), eine vergleichende Studie der christlichen Ikonografie der Renaissance mit der zeitgenössischen Kunst (Glaube Hoffnung Liebe Tod/Wien 1995) und eine Phänomenologie des Schattens (Das Geheimnis des Schattens/Frankfurt/Main 2003). Daneben ist er als Sachbuchautor im Bereich Architektur und Licht tätig.
Christoph Geissmar-Brandi erhielt zahlreiche Stipendien. Er war Gast der Herzog August Bibliothek in Wolfenbüttel (1988/89) und des Warburg Institutes (1990) in London.

## Schriften (Auswahl)
- 1992: Die Beredsamkeit des Leibes, zusammen mit Ilsebill Barta Hg., Salzburg–Wien
- 1993: Das Auge Gottes. Bilder zu Jakob Böhme, Wolfenbütteler Studien zur Barockforschung, Wiesbaden
- 1995: Glaube Hoffnung Liebe Tod, Hrsg. zusammen mit Eleonora Louis, Klagenfurt
- 1999: Die Rhetorik der Leidenschaft – Zur Bildsprache der Kunst im Abendland, Hrsg. zusammen mit Ilsebill Barta-Fliedl und Naoki Sato, japanisch (Tokyo) & deutsch (Hamburg)
- 2001: (zusammen mit Ulrike Brandi) Lichtbuch, Die Praxis der Lichtplanung, 256 S. durchgehend vierfarbig, Basel-Berlin-Boston, deutsche und englische Ausgabe
- 2001: The Faces of Skin, japanisch, Christoph Geissmar-brandi, Irmela Hijiya – Kirschnereit, Naoki Sato (Hrsg.), Tokyo
- 2002: Gesichter der Haut, Christoph Geissmar-Brandi, Irmela Hijiya – Kirschnereit, Naoki Sato (Hrsg.), Frankfurt/Main
- 2002: Katalog zur Ausstellung DAM (Hrsg.): Das Geheimnis des Schattens, Licht und Schatten in der Architektur, deutsch und englisch, 222 S., Tübingen
- 2006: Licht für Städte – Ein Leitfaden zur Lichtplanung im urbanen Raum, deutsch und englisch, 192 Seiten, 40 Schwarz-weiß-Zeichnungen, Basel
- 2014: Abfall der Lust, deutsch, epubli Berlin
- 2023: Gröde – Phänomenologie eines Fleckens Erde, deutsch, 92 Seiten, epubli Berlin

## Aufsätze
- 1993: A Geometrical Order of the World: Otto van Veens ..., in: Journal of the Warburg and Courtauld Institute, London